# صوفي أميش
صوفي أميش (بالفرنسية: Sophie Amiach)‏ مواليد 10 نوفمبر 1963 في باريس، هي لاعبة كرة مضرب فرنسية سابقة بدأت مسيرتها كمحترفة سنة 1980، اعتزلت اللعب في 1995. كما أنها إحدى بطلات الجراند سلام. أعلى تصنيف لها في الفردي كان 57. أعلى تصنيف لها في الزوجي كان 62.

## بطولات حققتها
- فرنسا المفتوحة

## روابط خارجية
- صوفي أميش على موقع رابطة محترفات التنس (الإنجليزية)
- صوفي أميش على موقع الاتحاد الدولي لكرة المضرب (الإنجليزية)
- صوفي أميش على موقع كأس بيلي جين كينغ (الإنجليزية)
- صوفي أميش على موقع خلاصة التنس.كوم (الإنجليزية)